# Rio Bozovici
O Rio Bozovici é um rio da Romênia afluente do Rio Miniş, localizado no distrito de Caraş-Severin.